# The Transfer
The Transfer je patnáctá epizoda druhé sezóny seriálu Smash a v celkovém pořadí třicátá epizoda tohoto seriálu. Epizodu napsali Justin Brenneman a Julia Brownell a režírovala ho Holly Dale. Epizoda se poprvé vysílala ve Spojených státech dne 11. května 2013 na televizním kanálu NBC.

## Obsah epizody
Epizoda začíná přesunem Hit Listu na Broadway a začíná zde své první veřejné generální zkoušky. Karen Cartwright (Katharine McPhee) v představení zpívá "Pretender" jako Amandino alter ego "Nina", když vystupuje před manažerem, kterého ztvárňuje Sam Strickland (Leslie Odom mladší) ve scéně, kdy se "Nina" snaží, aby se stal právě jejím manažerem. Manažer ji představuje Divě, kterou představuje Ana Vargas (Krysta Rodriguez), která splete svůj příchod a na scénu přichází pozdě. Režisér Derek Wills (Jack Davenport) je jejími chybami znepokojen.
Derek mluví o představení s Julií Houston (Debra Messing) a Jimmym Collinsem (Jeremy Jordan). Všichni cítí, že muzikálu něco chybí, ale nikdo není schopen říci co. Jimmy se snaží aby duch nyní již zesnulého Kyla zůstal zachovaný a řekne, že nechce, aby se měnil scénář. Derek veřejně řekne, že Ana, která udělala několik chyb, potřebuje odpočinek a do večerního představení do roli Divy dosazuje Daisy Parker (Mara Davi) (bývalou Derekovu milenku, která je nyní ve sboru muzikálu). Julia a Jimmy přemýšlejí, že převodem na Broadway muzikál možná ztratil spojení s publikem, které fungovalo v menším divadle.
Ana je nešťastná, že byla nahrazena a je podezřívavá ohledně Derekových motivů. Ana řekne Karen, že Daisy je jednou z žen, které v předchozím roce obvinily Dereka ze sexuálního obtěžování, ale své obvinění jako zázrakem stáhla. Karen si o tom jde s Derekem promluvit a ten ji řekne, že Daisy stáhla obvinění poté, co si spolu několikrát vyšli a během intimního sblížení ji slíbil roli v Hit Listu. Problémem je, že si to celé nahrála a vydírá ho tím a Derek tedy podle svých slov nemá na výběr. Karen je jím znechucena.
Julia a Jimmy jsou do bývalého bytu Jimmyho a Kyla, aby našli Kylovy poznámky pro nové nápady. Z poznámek si Julia vzpomene, že Kyle chtěl, aby publikum mělo multimediální zážitek. Rozhodnou se, že to použijí ještě ten večer v představení po písni "I'm Not Sorry", kde po čísle diváci tweetují a zobrazuje se to na multimediální obrazovce a pro zapojení před dalším číslem.
Eileen naplánuje koncert vzdávající poctu Houston a Levittovi, který je určen pro porotu na ceny Tony, aby získala podporu pro Bombshell. Julia je ale zaneprázdněna s Hit Listem, Tom je z toho nešťastný a veřejnost si začne všímat toho, že se jejich partnerství přerušilo. Tom se snaží získat pozornost pro režii a proto z původně kabaretní revue vytvoří něco, co vypadá více jako stará striptýzová show. Chce, aby Ivy Lynn (Megan Hilty), aby zpívala píseň jako striptérka. Ivy, která slyšela nějaké drby ohledně špatných věcí, které se staly v její minulosti, se bojí čehokoliv, co by ji mohlo ukázat ve špatném světle. Nakonec s představením ale souhlasí a zpívá "Grin and Bear It". Julia stihne dorazit na poslední píseň a společně s Tomem zpívá "The Right Regrets". Poté se obejmou a řeknou, že litují toho, že jejich partnerství končí a že je jim líto jejich společných bojů. Julia se ptá, jestli je opravdu nutné rušit jejich partnerství, když spolu pracují už 11 let. Tom ji řekne, že možná právě proto to musí skončit.
Jimmy chce více pomoci s Hit Listem, ale Julia mu řekla, že byla pouze poradkyní a pomáhala jim s převodem muzikálu na Broadway, ale teď musí být loajální a pracovat opět Bombshell. Jimmyho to rozladí, ale řekne jí, že tomu rozumí.
Karen a Ivy na sebe narazí na ulici a chovají se k sobě přátelsky. Ivy gratuluje Karen, že je nyní na Broadwayi. Ivy poté navrhuje, že když nyní buje kampaň pro ceny Tony, neměly by si vzájemně jít po krku. Karen souhlasí.
Ana, Derek a Karen jsou v baru a Derek jim řekne, že producentovi Jerrymu Randovi (Michael Cristofer) se Daisyino ztvárnění Divy líbilo a chce, aby v této roli zůstala. Derek je ohledně toho nešťastný, ale cítí, že mu nic jiného nezbývá. Ana, která je naštvaná ohledně ztráty své práce, zastavuje Ivy a ptá se jí, jestli ztratila dříve roli v Bombshell, když přestala spát s Derekem. Ivy se zlobí, že to Karen řekla Aně a konfrontuje Karen ohledně toho. Karen řekne Ivy, že se jí nesnaží ponížit, ale řekla to Aně, protože jsou kamarádky a stejně to už každý věděl. Ivy odsekne, že jedinou lepší věcí než vyhrát Tony by bylo porazit Karen; ta to nehodlá poslouchat a odchází. Ivy potom zazvoní telefon, ozve se její lékař a oznámí jí, že je těhotná.

## Seznam písní
- „Pretender"
- „Grin and Bare It"
- „I'm Not Sorry"
- „The Right Regrets"